# Charles de Montalembert
Charles de Montalembert (teljes nevén: Charles Forbes Comte de Montalembert) (London, 1810. április 15. – Párizs, 1870. március 13.) francia publicista, politikus, az MTA kültagja.

## Életpályája
Ifjú korában a szabadságért lelkesedett és Lamennais katolikus forradalmi lapjának (L’Avenir, 1830) volt a munkatársa, majd megalapította a Correspondant című lapot. Az 1848. februári forradalommal kibékülve, beválasztatta magát az alkotmányos nemzetgyűlésbe. Kezdetben a mérsékelt köztársaságiakhoz csatlakozott, de csakhamar a reakció pártjára állt. Az államcsíny után egy ideig III. Napóleont támogatta, aztán ellenzéki lett, de 1857-ben kimaradt a választásokból. ezóta kizárólag irodalommal foglalkozott, bár kevesebb sikerrel, mint a politikával, ahol szónoki tehetségével nagy sikereket ért el. A Francia Akadémia 1851-ben rendes, a Magyar Tudományos Akadémia pedig 1858-ban kültagjává választotta.

## Művei
Összes műveit (Párizs, 1861-68, 9 kötet), maga Montalambert rendezte sajtó alá; köztük magyar vonatkozású: 
- Histoire de Sainte Élisabeth, reine de Hongrie (Párizs, 1836)
- Monuments de l'histoire de Sainte Élisabeth de Hongrie (uo. 1838)
- Abrégé de l'histoire de Sainte Élisabeth de Hongrie (uo. 1841)
- Halála után jelent meg: Lettres à un ami de collège (uo. 1873)

## Magyarul
- Egy gyászoló nemzet. Lengyelhon 1861-ben; ford. Szabó Mihály; Bába Ny., Szeged, 1863
- Szabad egyház a szabad államban; ford. Matkovich Pál; Emich, Pest, 1864
- Árpád-házi Szent Erzsébet türingiai hercegné élete; ford. Havas István; Új Ember, Bp., 2006